# Надійна прив'язаність
Надійна прив’язаність (прихильність) спостерігається у дітей, які відчувають певне занепокоєння в ситуаціі розлучення з опікуном, але вони швидко заспокоюються, коли опікун повертається.  Діти з надійною прив'язаністю відчувають захист своїх опікунів і знають, що можуть покластися на їхнє повернення. Джон Боулбі та Мері Ейнсворт розробили теорію, відому як теорія прив'язаності, після випадкового спостереження за дітьми, які були пацієнтами лікарні, де вони працювали. Теорія прив'язаності пояснює, як виникають стосунки між батьками та дитиною та те, як вони впливають на поведінку дитини та подальший розвиток стосунків. Виходячи з цієї теорії, існує чотири основні типи прив'язаності: надійна прив'язаність, тривожно-амбівалентна прив'язаність, тривожно-уникаюча прив'язаність та дезорганізована прив'язаність 

## Типи прив'язаності
- Тривожно-амбівалентна прив’язаність визначається поведінкою дітей, які мають велику потребу бути поруч з опікуном та дуже засмучуються при розлученні. А коли опікун повертається, вони демонструють амбівалентну поведінку. Тривожно-амбівалентні діти часто мають опікунів, які не є послідовними у своєму контакті з дитиною, і їм важко розрізнити чи визначити пріоритети між власними потребами та потребами дитини. Від 10 до 12 відсотків дітей мають тривожно-амбівалентну прив’язаність.
- Тривожно-уникаюча прив'язаність визначається поведінкою дітей, які уникають свого опікуна, не показуючи занепокоєння при розлученні. Вони також не виявляють радості, коли опікун повертається, і рідко шукають розради [2]. Ці діти реагують на незнайомця так само, як і на свого опікуна. Така прив’язаність часто пов’язана з ситуаціями насильства. Діти, яких карають за те, що вони звертаються до свого опікуна, перестають шукати допомогу в майбутньому. Близько 15 відсотків усіх дітей мають тривожно-уникаючий тип прив'язаності.
- Надійна прив'язаність. Діти з таким типом прив'язаності проявляють тривогу при розлученні, та прагнуть близькості та контакту в нових ситуаціях. Вихователі надійно прив’язаних дітей зазвичай присутні, уважні, чуйні та люблячі, та ставлять потреби дитини в центрі уваги. Дитина з надійним типом прив'язаності виростає з вищою самооцінкою та більшою самостійністю. Крім того, такі діти, як правило, є більш незалежними і мають менше випадків тривоги та депресії. Вони також здатні формувати кращі соціальні стосунки.[3] Від 55 до 70 відсотків дітей мають надійний тип прив'язаності.
- Дезорганізована прив'язаність визначається поведінкою дітей, які не мають постійного способу впоратися з розлученням із фігурою прив'язаності та возз’єднанням із нею. Такі діти сприймають опікуна як непередбачуваного, лякаючого або наляканого. Це можуть бути опікуни, які загрожують або застосовують насильство, але це також можуть бути опікуни, які знаходяться в депресії, під впливом наркотиків або зазнають постійного насильства. Крім того, це можуть бути опікуни, які реагують з розгубленістю або тривогою в ситуаціях, коли дитина потребує близькості та розради, оскільки ці ситуації активують їхні власні дитячі травми. Діти з дезорганізованим типом прив'язаності відчувають великий страх, з яким не знають, як впоратися. З одного боку, вони залежать від опікуна, який іноді може надати підтримку. З іншого боку, той самий опікун є причиною страху. Незалежно від того, що вони намагаються зробити, дилема залишається тією ж. Почасти вони безрезультатно намагаються пристосуватися до нерегульованого стану дорослого, і у багатьох розвивається відчуття, що проблема в них самих. Взаємодія з опікуном створює емоційні гойдалки, які розривають їх у різні боки.    Ліотті [4] вважає, що саме те, що їх розриває в різні несумісні напрямки, наприклад, між потребою в близькості та страхом, робить їх дуже вразливими до дисоціативних розладів. Від 15 до 20 відсотків усіх дітей мають дезорганізовану прив'язаність.

1. ↑  Ainsworth, Mary S. (1979). Infant–mother attachment. American Psychologist. 34 (10): 932—937. doi:10.1037/0003-066X.34.10.932. PMID 517843.
2. ↑  Brandtzæg, i., Smith, L. & Torsteinson, S. (2011). Mikroseparasjoner: Tilknytning og behandling.
3. ↑  Cherry, K. A. (2006). What is attachment theory? Retrieved from http://psychology.about.com/od/loveandattraction/a/attachment01.htm
4. ↑  Liotti, Giovanni (2004). Trauma, dissociation, and disorganized attachment: Three strands of a single braid. Psychotherapy: Theory, Research, Practice, Training. Т. 41, № 4. с. 472—486. doi:10.1037/0033-3204.41.4.472. ISSN 1939-1536. Процитовано 4 лютого 2025.